# Gérard Pisani
 (décembre 2022).
Si vous disposez d'ouvrages ou d'articles de référence ou si vous connaissez des sites web de qualité traitant du thème abordé ici, merci de compléter l'article en donnant les références utiles à sa vérifiabilité et en les liant à la section « Notes et références ».
Gérard Pisani, alias Gerry Zipanar ou Gerry Pisani, né le 10 juillet 1941 à Nogent-sur-Marne et mort le 31 juillet 2020 à Sens (Yonne),, est un chanteur et saxophoniste français, membre des groupes Martin Circus, Tartempion et Bulldozer. On lui doit en solo quatre albums et plusieurs 45-tours. Saxophoniste, il a accompagné Johnny Hallyday notamment.

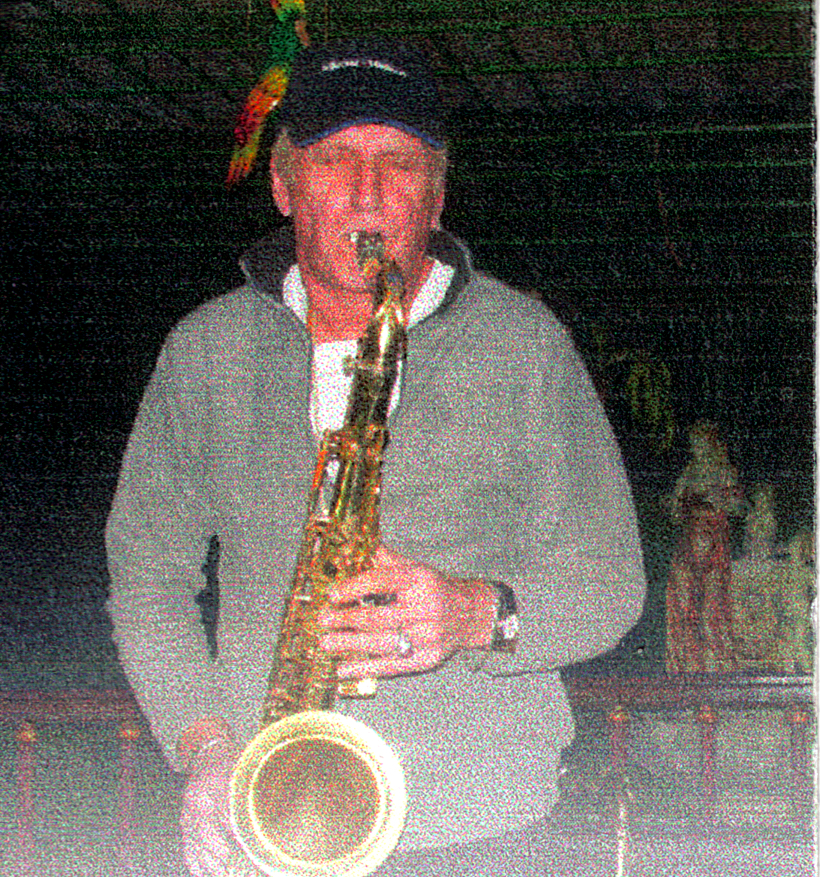
Gérard Pisani au saxophone ténor

## Biographie
- Si vous ne connaissez pas le sujet, laissez ce bandeau (vous pouvez alors contacter les auteurs).
- Si vous supprimez le contenu mis en cause (vous pouvez préalablement contacter les auteurs),

argumentez précisément cette suppression dans la page de discussion
(un manque de référence n'est pas un argument ; une recherche réelle de référence doit avoir été effectuée, être formellement documentée).
Gérard Pisani naît à Nogent-sur-Marne le 10 juillet 1941.
Il découvre le jazz et la chanson à texte à l'âge de 14 ans avec Georges Brassens et Sidney Bechet. Il commence à jouer (bugle, saxophone soprano, clarinette) et en 1956 débute au Jazz-Club de Nogent. 
En 1957, il est engagé par un groupe semi-professionnel Les New Orleans Dippers, avec lequel il se produit deux ans. En 1958, à 17 ans, il est nommé meilleur clarinettiste amateur au concours du Salon de l'Enfance par un jury composé de sommités des critiques de Jazz.
En 1960 il est sollicité par Richard Bennett et les Dixie Cats pour remplacer Stéphane Guérault pendant neuf mois.
Puis il effectue son service militaire dans la musique militaire à Courbevoie, puis l'Algérie.
En septembre 1963 il est engagé comme saxophoniste par Claude François au sein des Gamblers, le groupe qui l'accompagne sur scène. Au bout de quelques mois Les Gamblers quittent Claude François et accompagnent Frank Alamo, avec qui Gérard restera deux ans. 
Il est remarqué par Johnny Hallyday qui lui demande de faire partie de son nouvel orchestre en septembre 1965. Il l'accompagne jusqu'en mai 1969.
Ensuite, grâce à Mick Jones (guitariste d'Hallyday et futur Foreigner), il fonde Martin Circus avec Bob Brault, Paul-Jean Borowsky, Patrick Dietsch et Jean-François Leroi. C'est avec ce groupe qu'il écrit ses premiers textes. Il y joue du bugle, du trombone à pistons, flûte, piccolo, clarinette et saxophones sopranino, soprano, alto et ténor, avec pédale wah-wah et/ou ARBITER (synthétiseur pour saxo).
Gérard Pisani insiste pour chanter en français des textes qui se veulent surréalistes, psychédéliques, satyriques, irrévérencieux, revendicateurs et subversifs... L'ambiance musicale s'inspire par John Coltrane, Les Beatles, Frank Zappa et ses Mothers of the Invention, Traffic (le groupe de Stevie Winwood), les poèmes de René Char avec les Percussions de Strasbourg, Edgar Varèse, Stravinsky, les poètes de la Beat Generation...
En 1971, leur maison de disques menaçant de ne plus les enregistrer si Martin Circus ne fait pas de tube, Pisani écrit rapidement sur une musique de Bob Brault un canular dans l'esprit Zappa/Boby Lapointe. La recette fonctionne mais en 1972, après le succès foudroyant de Je m'éclate au Sénégal, des tensions naissent entre les auteurs et compositeurs d'une part, et les autres membres du groupe. De plus la maison de disques réclame d'autres tubes. Gérard quitte Martin Circus en juin 1972.
En septembre 1972 il sort son premier 45-tours comme auteur-compositeur-interprète : Les mots que je garde, chez Vogue, produit Corinne Sinclair et Paul-Jean Borowsky.
Avec ce dernier il monte le groupe Tartempion qui sort deux 45 tours chez WEA. 
Gérard sort en 1974 l'album Le Loup des steppes produit par Jumbo Slim chez Barclay.
En 1975 il prend avec son complice Bob Brault la direction du Bilboquet pour lequel ils montent le groupe de jazz-rock Mozaïques. 
En 1976 Gérard enregistre un hommage à Sidney Bechet : Sidney, qui obtient un grand succès radiophonique, suivi par deux autres 45 tours chez Phonogram. 
Mais en 1978 Phonogram lui résilie son contrat, l'obligeant à rembourser l'avance consentie sur Sidney. Gérard produit alors sous le pseudonyme de Gerry Zipanar chez RCA l'album J'suis punk (1979). Ce disque est un succès.
L'année suivante Gerry Zipanar sort un second album, Des gamelles et des bidons, qui lui est boudé par le public. 
Parallèlement Gérard est engagé en 1979 par Au Bonheur des dames avec qui il enregistre un 45 tours. Il en est membre pendant deux ans. Dans le même temps, en 1980, il est rappelé par Martin Circus avec qui il fait une tournée d'été et enregistre l'album De sang froid (il en a écrit tous les textes à l'exception d'un et y joue du saxophone ténor).
Vivant dans l'Yonne depuis 1979, Gérard monte avec des musiciens locaux le groupe Belle Planète. Le groupe enregistre un album en 1981 mais un seul extrait est diffusé en 45 tours chez AZ.
Suivent une quinzaine d'années où Gérard Pisani se tient éloigné du « showbiz », se contentant de donner des cours de musique et de jouer du jazz localement. 
En 1996 sort un album Smooth jazz intitulé Jazz in the night chez Sun Records. L'album n'est pas distribué en France mais sort au Canada sous le nom de Gerry Pisani. Il contient des ballades un peu dans l'esprit Kenny G.
En 1997 Gérard monte et dirige un « Saxtet » pour Disneyland pendant 18 mois. 
En 1998, à l'occasion d'un anniversaire du couturier François Girbaud, les membres fondateurs de Martin Circus remontent le groupe sous le nom de MCO (Martin Circus Origine). Mais en 2000 Gérard Blanc, revendiquant la propriété du nom Martin Circus, les menace d'un procès, ce qui empêche la sortie d'un album. 
En 2005 Gérard Pisani, qui vit depuis 1996 entre la France et Cuba, crée un collectif de hip-hop avec des rappeurs cubains : c'est Zipanam.
En septembre 2017 paraît aux Éditions du Camion blanc l'ouvrage « Voix de garage - pépites oubliées du punk-rock 1977-1978 ». L'auteur, Jean-Marc Quintana, y consacre un chapitre au groupe Bulldozer. Interrogé à dessein par l'auteur, Gérard Pisani y livre un témoignage sur un ensemble musical ignoré par la majorité des critiques de rock.

## Discographie

### Album
- 1975 : Le Loup des steppes

sous le pseudonyme de Gerry Zipanar
- 1979 : J'suis punk
- 1980 : Des gamelles et des bidons

sous le pseudonyme de Gerry Pisani
- 1996 : Jazz in the night

### Simples
- 1972 : Les Mots que je garde / L’Horoscope
- 1974 : L'Anapurna / Où est le mal, où est le bien ?
- 1974 : La Gaudriole / Pas besoin de prévenir
- 1976 : Sidney / Quelqu’un
- 1976 : Montélimar / Le Mexicon
- 1977 : Musicien / La Fille d’Anjuna